# Arche des Kerguelen
L’arche des Kerguelen est une ancienne arche naturelle désormais effondrée — entre 1908 et 1913, — des îles Kerguelen dans les Terres australes et antarctiques françaises (TAAF). Site parmi les plus remarquables de l'archipel,, il a donné lieu à divers titres d'œuvres et inspiré différents éléments culturels.

## Description

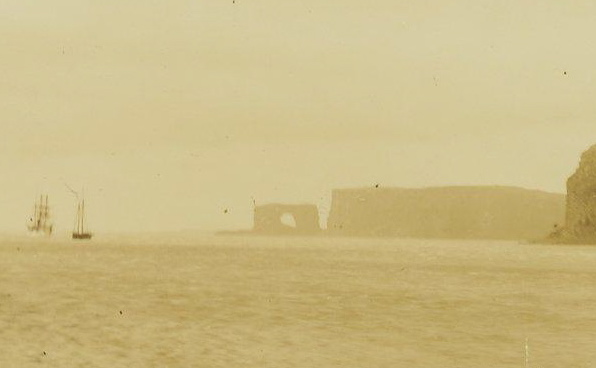
La baie de l'Oiseau et l'arche des Kerguelen (au centre), lors du renouvellement de la prise de possession par l'aviso Eure (à gauche) le 2 janvier 1893.

Située sur le littoral de la pointe sud de la baie de l'Oiseau abritant Port-Christmas au nord de la péninsule Loranchet sur Grande Terre, l'île principale de l'archipel des Kerguelen, cette structure naturelle est parmi les plus connues du district de Kerguelen.
D'un point de vue géologique, il s'agit d'un neck en basalte, composé de deux imposants piliers, hauts de 103 m et espacés d'environ 80 m. Bien que sa table se soit effondrée entre 1908 et 1913, l'arche a tout de même conservé son nom d'origine en raison de sa renommée et de ses représentations picturales.

## Toponymie
L'arche a été aperçue officiellement au cours du second voyage d'Yves de Kerguelen dans l'archipel en février 1773, lors de la prise de possession officielle des îles pour le royaume de France. Il donne alors au site le nom de « Pointe du Portail » — qui figurera sur sa carte de 1774 dite de « la Dauphine » —, avant que James Cook aborde le site en 1776 et le nomme « Arched-Rock » — figurant ainsi sur sa carte de 1785 dite de « carte de Cook » —, dénomination qui sera par la suite reprise dans sa traduction en français à la fin du XIXe siècle.

## Utilisations culturelles

### Mentions littéraires
Dans le chapitre XIV de son roman Les Aventures d'Arthur Gordon Pym (1838), l'écrivain américain Edgar Allan Poe évoque l'arche, qu'il décrit ainsi : 

« Il [le cap François] se projette, par son extrémité, en un rocher très-élevé, à travers lequel s’ouvre un grand trou, qui forme une arche naturelle. »

Jean-Paul Kauffmann fait de la quête de l'arche des Kerguelen — et de Port-Christmas — le thème inattendu de son premier livre, L'Arche des Kerguelen (1992), après trois ans de détention comme otage au Liban.
La bande dessinée de Christophe Bec et Stefano Raffaele, Prométhée, dans son tome 6 intitulé L'Arche (2012), met en scène dans le futur une arche des Kerguelen miraculeusement retrouvée intacte en 2019, soit plus d'un siècle après son effondrement.

### Représentations picturales
Depuis sa découverte en 1772, l'arche des Kerguelen a été le sujet de très nombreuses gravures, peintures, et reproductions picturales.

Quelques représentations de l'Arche des Kerguelen
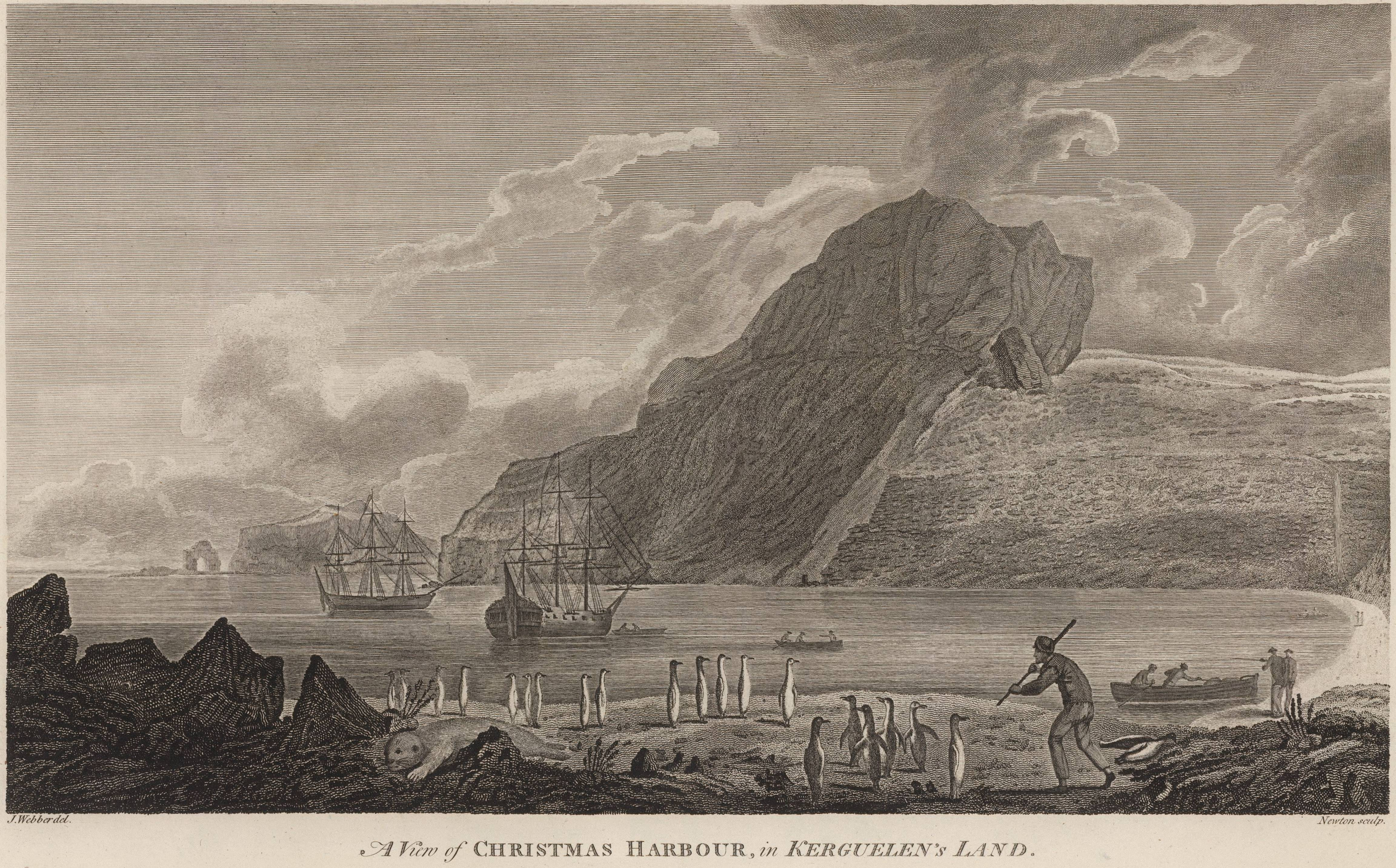
Christmas Harbour, l'arche et le navire de James Cook en 1784.
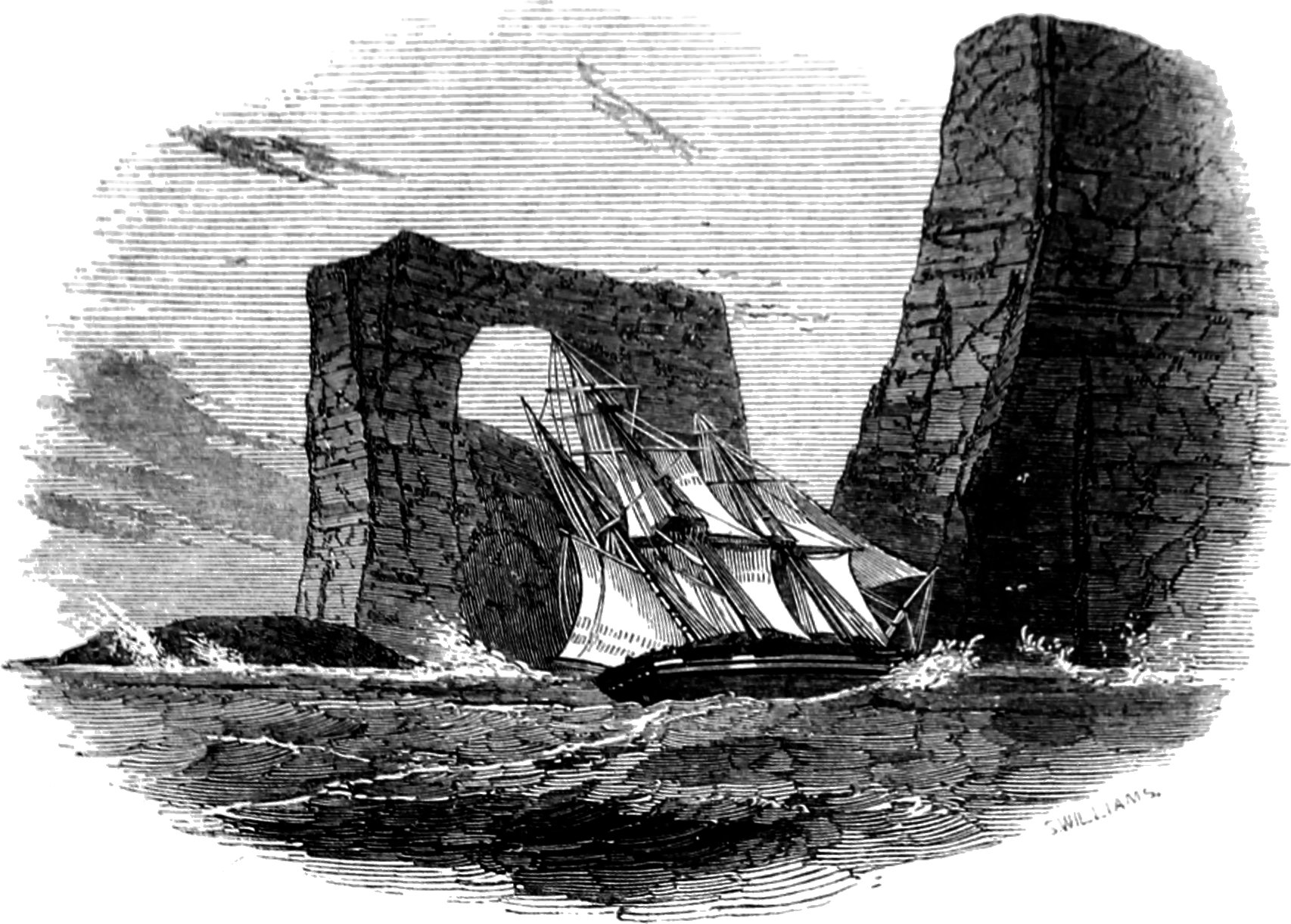
Gravure de James Clark Ross (1847).
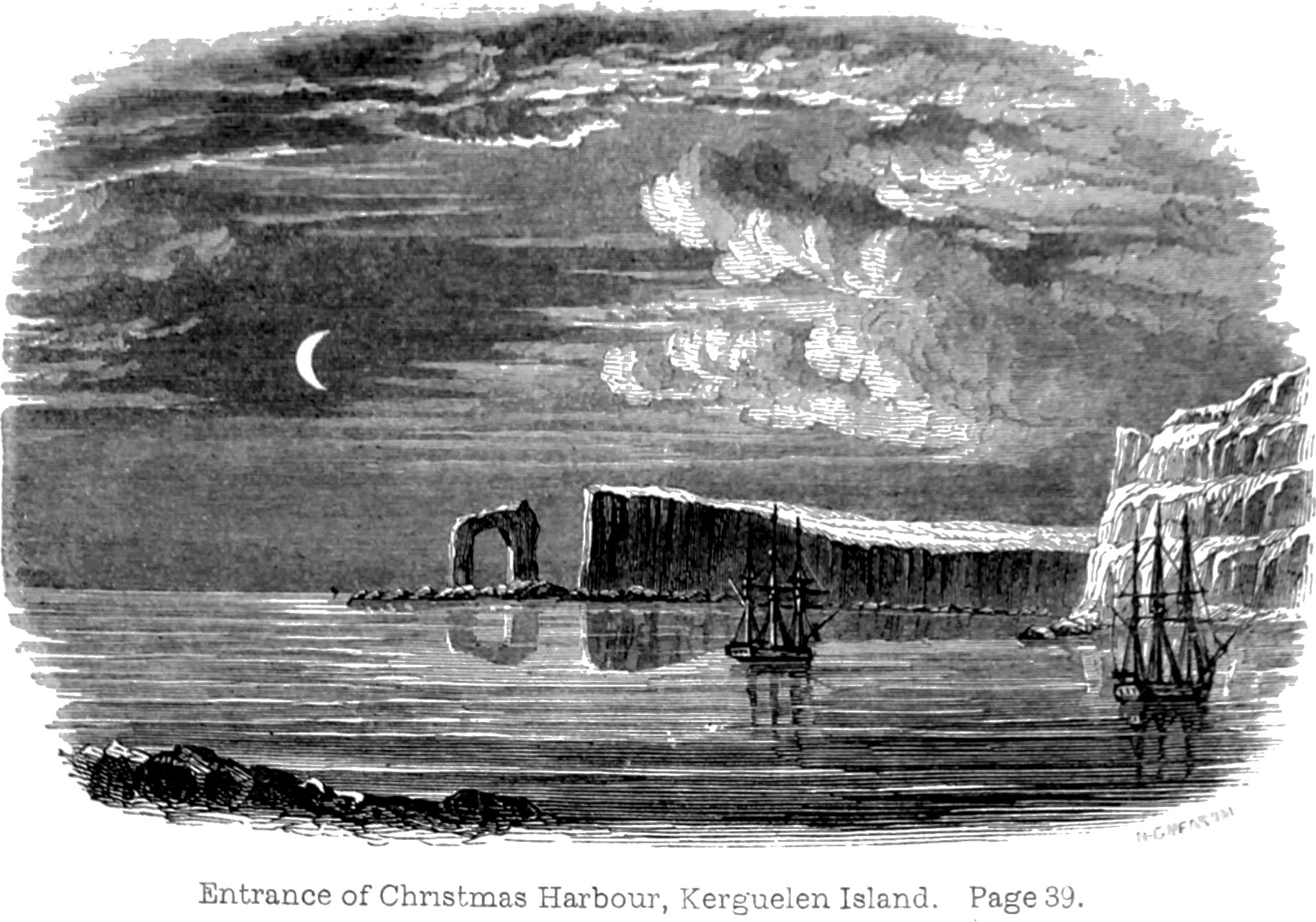
Autre gravure de James Clark Ross.

### Philatélie
L'arche des Kerguelen figure sur de nombreux timbres postaux paysagers des TAAF.